# شاه قلي
شاه قلي أو شاهقلي بابا تكه لى( بالتركية Şah Kulu Baba Tekeli) هو أحد أهالي قرية يالملي في منطقة كركتالي في مدينة أنطاليا. يدعى ببابا شاهقلي وتكه لي تعني بأنه من عائلة تكه.
شاهقلي كان أحد قادة الشيعة الموالين للصفويين في الأناضول. والده هو حسن خليفة بابا وهو أحد المريدين للشيخ حيدر والد الشاه إسماعيل الصفوي. سافر حسن خليفة بابا إلى الشيخ حيدر لتحصيل المعارف الدينية مرتين من أجل الارتقاء في درجته العلمية الدينية. في المرة الأولى التي سافر فيها استطاع حسن التحصيل على منزلة المرشد الكامل وفي المرة الثانية تحصل على منزلة الخليفكي نائل. بعد عودة حسن إلى مدينته بدأ بنشر دعوة الشيخ حيدر العلوية الشيعية في الأناضول.
كان حسن خليفة بابا يتعبد في غار قريب من محل إقامته، وبسرعة انتشرت دعوته في الأناضول، وكثُر الناس المنجذبين لفكره إلى محل إقامته، وفي نفس الفترة بدأ الأب بتعليم ابنه شاهلقي الفقه الشيعي، وصلت أنباء شهرة الأب وابنه إلى مسامع السلطان بايزيد الثاني وفي أكثر من مرة حاول السيطرة على الدعوة من خلال التقرب إليها حيث أنه كان يرسل حوالي الستة أو السبعة آلاف سكه.

## تمرد العلويين بقيادة شاهقلي
بعد سنوات من الصراعات بين السنة والشيعة في في أنطاليا، كبرت هذه الصراعات وتحولت إلى تمرد شاهقلي، خلال هذه الصراعات ظفر الشاهقلي بانتصارات كبيرة وهزم الشاهزاده قرقود واستطاع السيطرة على قلعة الشاهزاده والاستيلاء على أمواله.

## معركته ضد جيشالسباهالعثماني
بعد وصل أخبار التمرد الشيعي إلى مسامع العثماني، أرسل السلطان العثماني الجند العثمانية للقضاء على التمرد، لكن الجند انكسروا وخسروا معركتهم ضد التمرد. بعدها قام السلطان العثماني بإرسال وزيره الأعظم خادم علي باشا لإخماد التمرد. انتصر العثمانيون بعد معركة كبيرة بين جيش السباه العثماني والمتمردين وقتل الشاهقلي في يونيو عام 1511 م.

## في الثقافة العامة
-ظهر الشاهقلي كنسخة خيالية في سلسلة ألعاب أساسنز كريد: ريفليشنز، حيث صور كأحد الخصوم لبطل اللعبة آيزيو.
-ظهر في المسلسل التاريخي ممالك النار المنُتج عام 2019 كثائر آسر عن طريق الجهاردية.
ـيبدو أن تاريخ شاه قلي تحول بمرور الزمن ليصبح رمزًا للخيانة في بعض السياقات. هذا يظهر كيف يمكن لتصاعد الأحداث وتغير الأوضاع أن يؤدي إلى تشويه سمعة شخصية مهمة كانت لها دور إيجابي في الماضي. 
واصبح زيادة اسم الشاه قولية لاي عائلة هو تهمة جاهزة لتعريض تلك العوائل لعقوبات وملاحقة مستمرة من قبل السلطة العثمانية

حيث ان اطلاق اسم الشاقولية قد يصل ليطال اي عصابة او مجموعة سياسية ضد السلطة العثمانية في جميع اراضيها. 
اي شخص تلحق به تهمة الشاقولية تصادر جميع حقوقه ويصبح مطلوب للعدالة. 